# Kabupaten de Maros

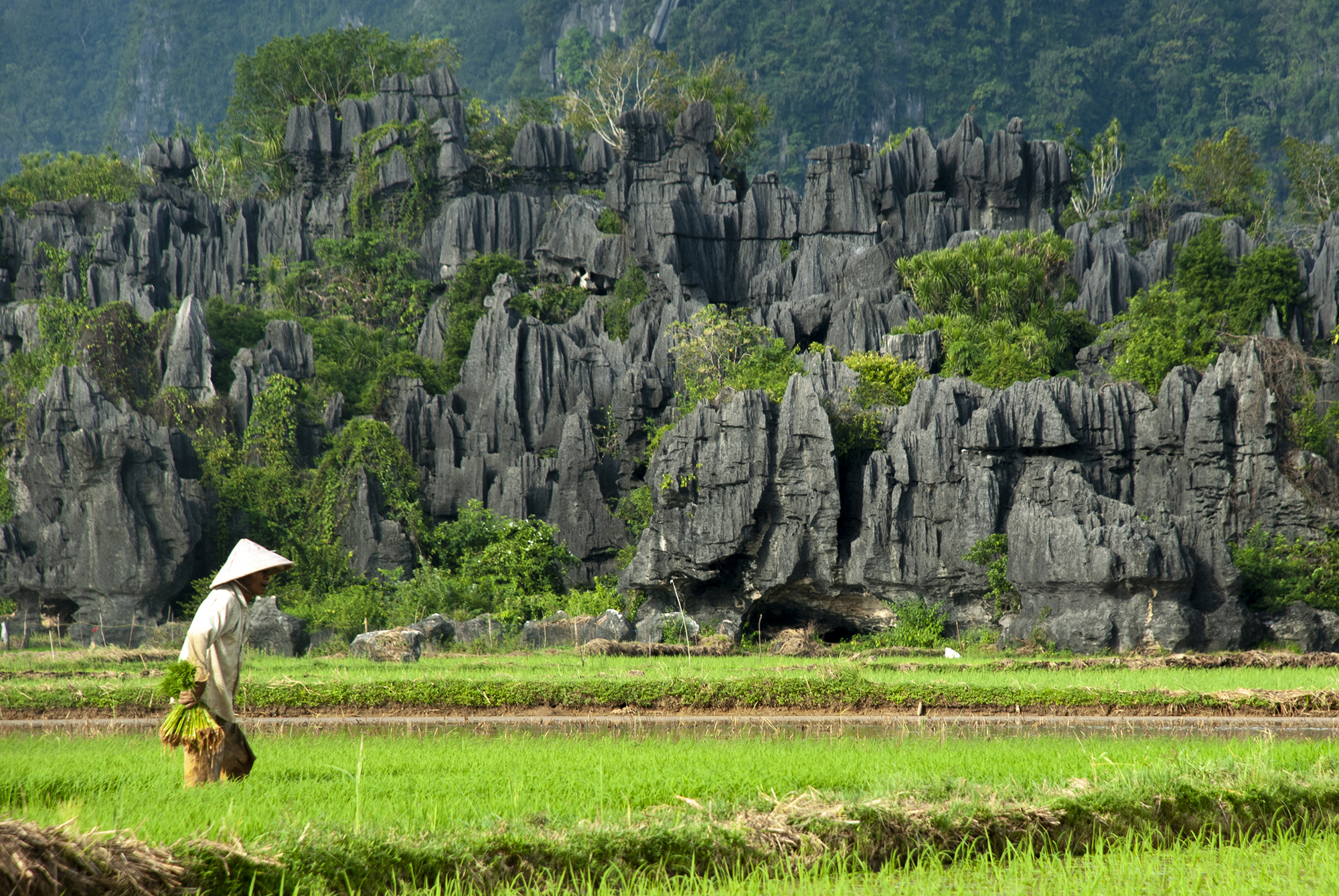
Tour karstique à Maros

Le kabupaten de Maros, en indonésien Kabupaten Maros, est un kabupaten de la province indonésienne de Sulawesi du Sud dans l'île de Célèbes. Son chef-lieu est Maros.